# Athens (Pennsylvanie)
Pour les articles homonymes, voir Athens.
Athens est une borough du comté de Bradford, Pennsylvanie, à 3 km au sud de l'État de New York. La population en 1900 est de 3 749 personnes, en 1910, 3 796 personnes. Lors du recensement de 2000, la population totale a atteint 3 415.